# Gurievsk
Gurievsk (en ruso: Гурьевск), conocida de manera oficial hasta 1946 como Neuhausen (en alemán: Neuhausen; en lituano: Noihauzenas, en polaco: Nowotki), es una ciudad situada cerca de Kaliningrado, que forma parte y es el centro administrativo del distrito de Gurievsk en el óblast de Kaliningrado, Rusia. La población es de 12.431 habitantes según el censo de 2010; de 10.913 según el de 2002 y de 7.934 según el de 1989.

## Geografía
Gurievsk está localizada 7 kilómetros al noreste de Kaliningrado. El río Gurievka (conocido en el pasado como río Mühlen porque tenía muchos molinos) fluye a través de la ciudad, a lo largo del cual hay dos estanques creados por presas por encima y por debajo de la ciudad.

### Clima
El clima de la ciudad es de transición al mar. Los inviernos son más cortos y templados, y los veranos son más frescos que en las áreas continentales. Una cantidad bastante grande de precipitación cae durante el año. El clima es relativamente ventoso. El mes más cálido es julio. La primavera es larga, marzo y abril suelen ser frescos y mayo es cálido.

## Historia

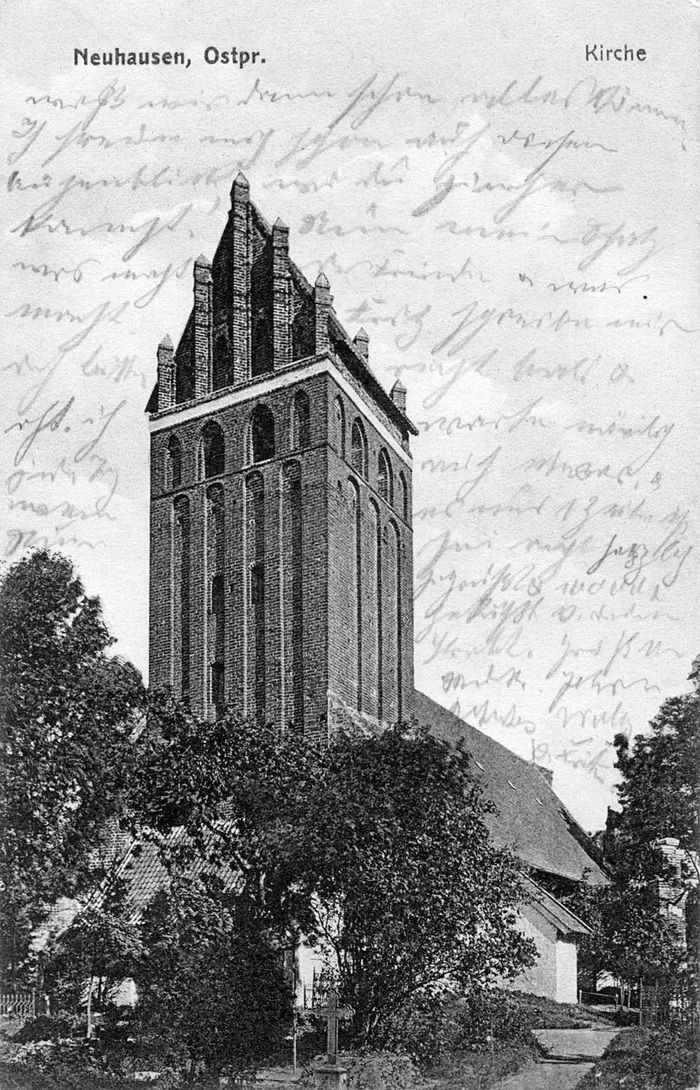
Iglesia de Neuhausen

La ciudad fue fundada como Neuhausen en 1262 por la Orden Teutónica. Se convirtió en parte del ducado de Prusia en 1525 y alrededor de 1540 se menciona con los nombres de Neuhauss, Neuhausen, Newghaus o Lisga Neughaus. El nombre en antiguo prusiano Romaw o Ramawan (bosque sagrado) apunta a un lugar de culto pagano.
Después de 1525, el castillo fue durante un tiempo la sede del obispo de Sambia, Georg von Polenz. En el contrato de matrimonio de 1550, el duque Alberto I de Prusia legó el castillo a su segunda esposa, Anna Maria von Braunschweig-Calenberg-Göttingen, como dote. 
Neuhausen formó parte del reino de Prusia desde 1701, administrado dentro de la provincia de Prusia Oriental. Por sus servicios en las guerras napoleónicas, Federico Guillermo III entregó el castillo de Neuhausen y dominio junto con Gut Grünhoff (cerca de Cranz) al general Friedrich Wilhelm von Bülow. Más tarde, el castillo perteneció a las familias Luckner y Massow. En 1871 pasó a ser parte del Imperio alemán tras la unificación de Alemania. Fue capturada por el Ejército Rojo el 28 de enero de 1945.
Después de la Segunda Guerra Mundial en 1945, la ciudad fue anexionada por la Unión Soviética. La población alemana restante qué no había sido evacuada fue posteriormente expulsada y reemplazada con rusos. El año siguiente se rebautizó como Gurievsk en honor de Stepan Guryev, un mariscal soviético que murió durante la captura de Kaliningrado, y el pueblo también estatus de ciudad. Con la migración de la población de las antiguas repúblicas soviéticas, a partir de finales de los años 80, se asocia una nueva ola de crecimiento demográfico y económico de Gurievsk. Esto es en parte debido a la cercanía con Kaliningrado, el centro del óblast.
El 30 de mayo de 1997 se aprobó el escudo de armas de Gurievsk y en 1999 se inició la construcción de la iglesia ortodoxa local.

## Demografía
En el pasado la mayoría de la población estaba compuesta por alemanes, pero tras el fin de la Segunda Guerra Mundial fueron expulsados a Alemania y se repobló con rusos. Según el censo de 2010, el 88,3% de la población son rusos, con 1,4% de población alemana (174 personas), además de un 3,1% de bielorrusos y un 3% de ucranianos.
| Gráfica de evolución de Gurievsk entre 1816 y 2010 |
|                                                    |

## Economía
En la época soviética, Gurievsk se especializó en la producción y procesamiento de productos agrícolas. Hay una refinería de petróleo en Gurievsk. Además la granja avícola Ptizefabrika Guryevskaya está ubicada en el sitio del antiguo aeródromo militar de Neuhausen, junto con varias instalaciones municipales.

## Infraestructura

### Arquitectura y monumentos

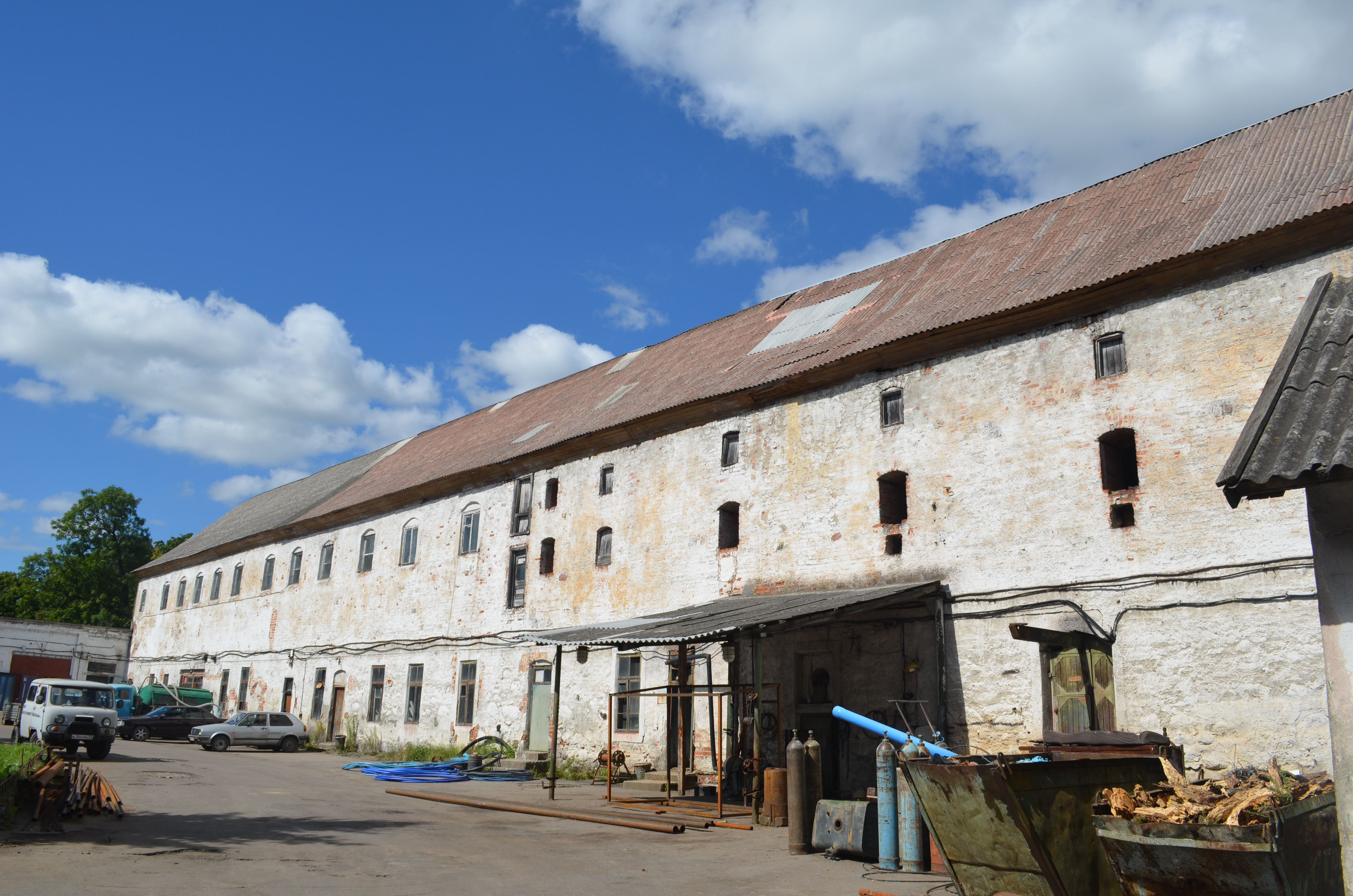
Castillo de Neuhausen

Gurievsk conserva algunos edificios antiguos con son el castillo de Neuhausen, una fortificación con origen en el siglo XIII; y también la iglesia de Neuhausen, una antigua iglesia luterana (hoy ortodoxa rusa) del siglo XIII, que resultó levemente dañada durante la Segunda Guerra Mundial;

### Transporte
El aeropuerto de Kaliningrado se encuentra en las cercanías de Jrabrovo, cercano a Gurievsk. La carretera A190 y la línea férrea Kaliningrado-Sovetsk atraviesan la ciudad de Gurievsk.

## Personas ilustres
- Martin Kähler (1835-1912): teólogo alemán que inició el escepticismo que marcó la última etapa de la antigua búsqueda del Jesús histórico.

## Galería

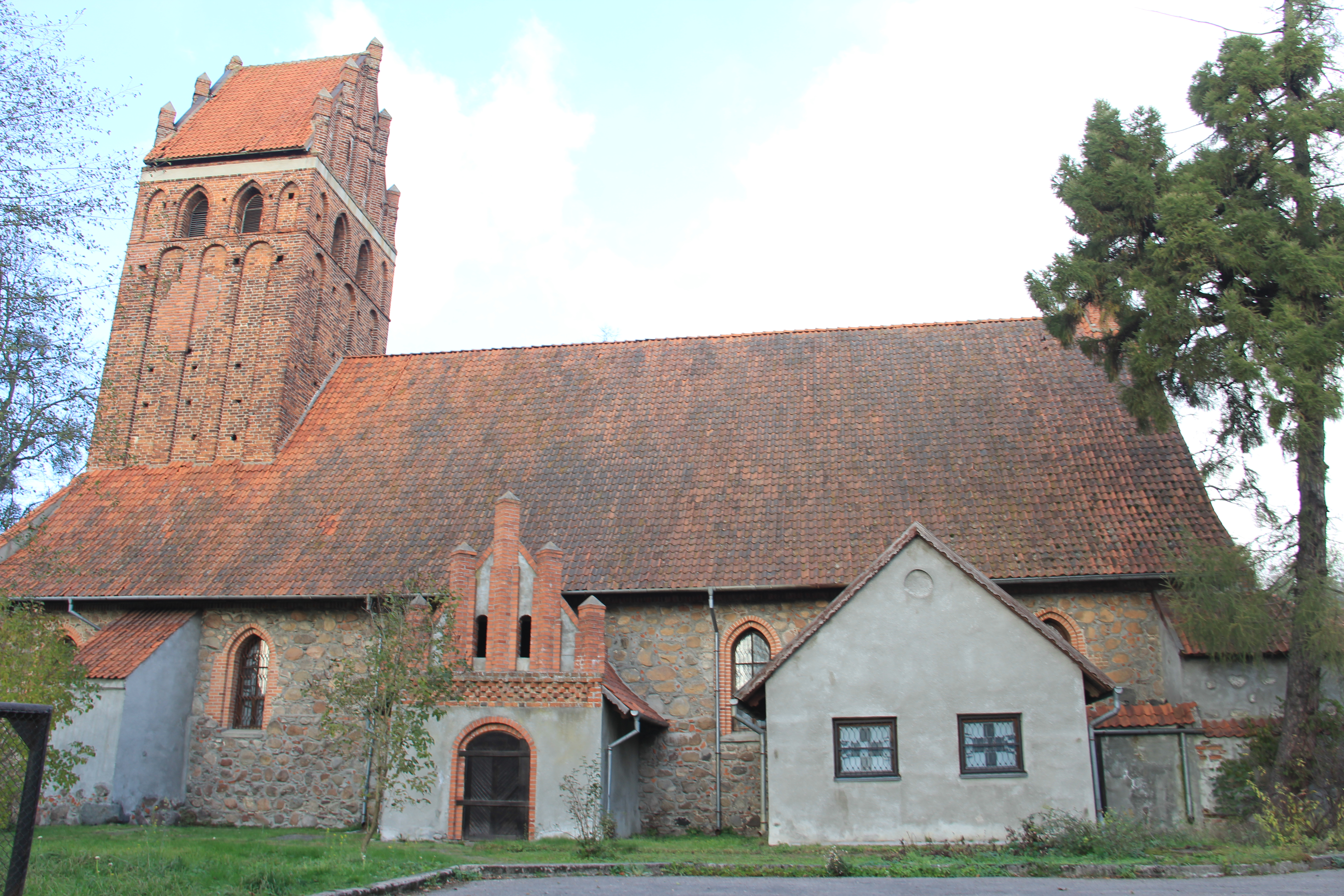
Iglesia de Neuhausen
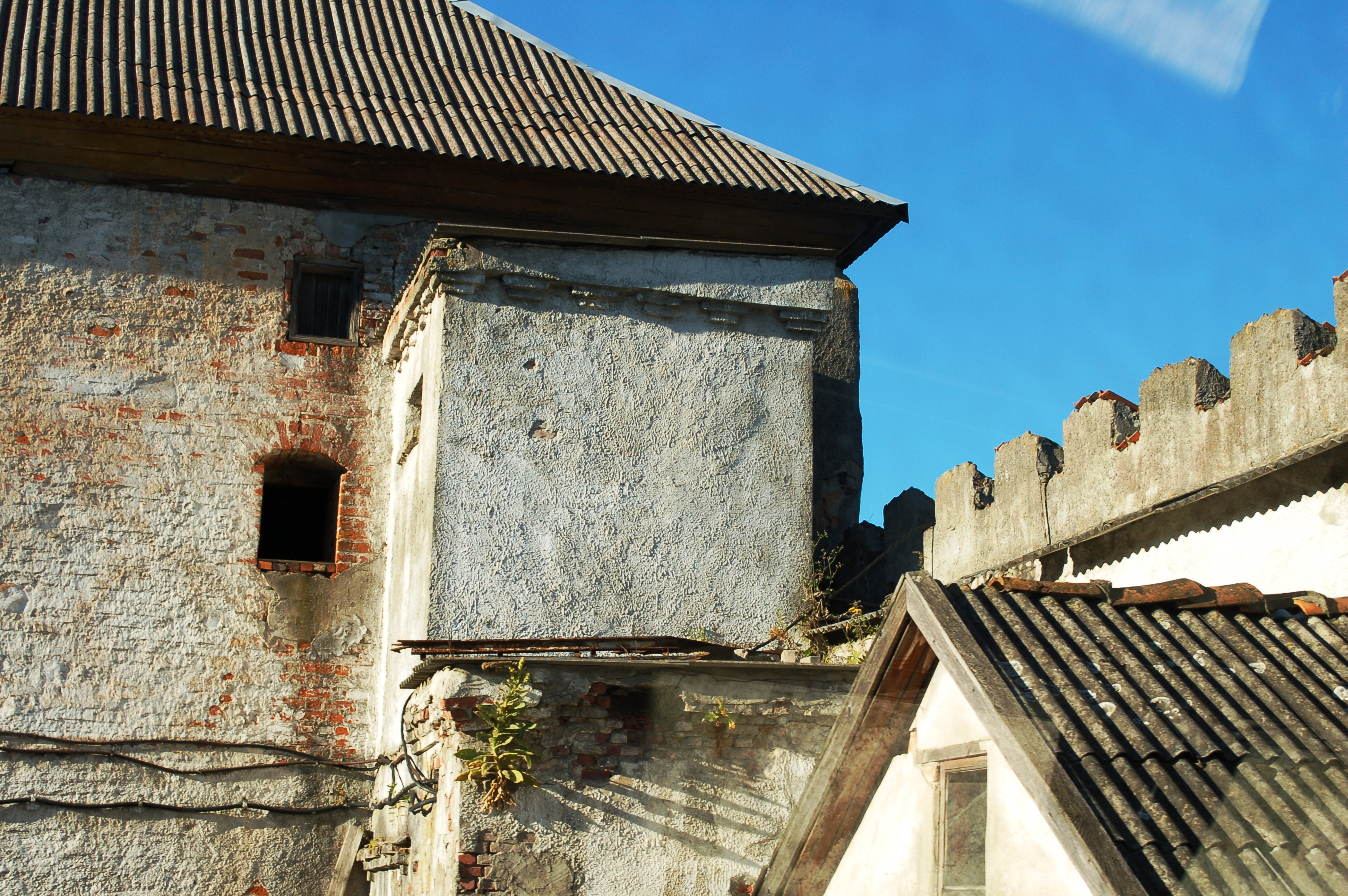
Detalles en el castillo de Neuhausen
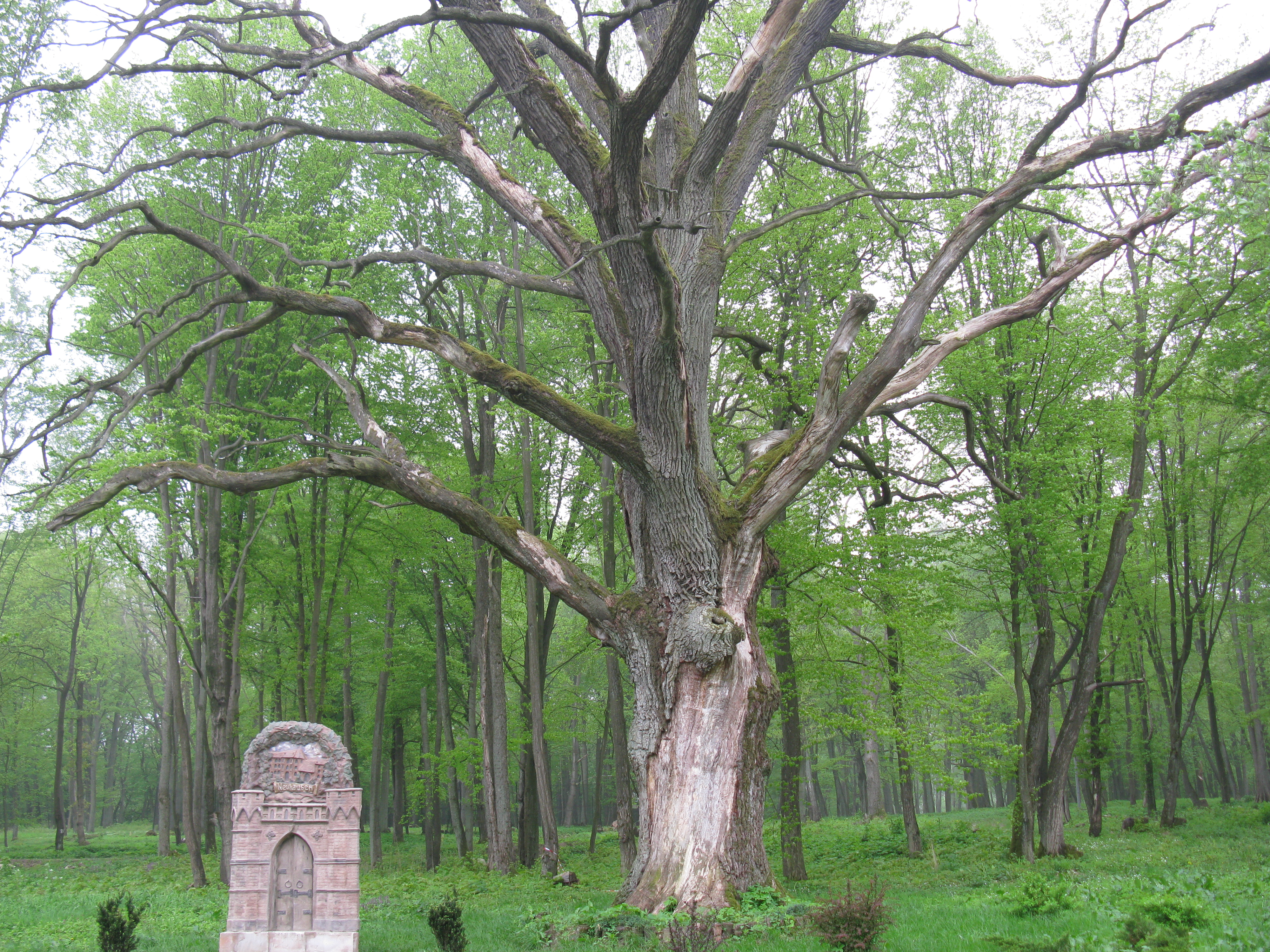
Parque Guriev
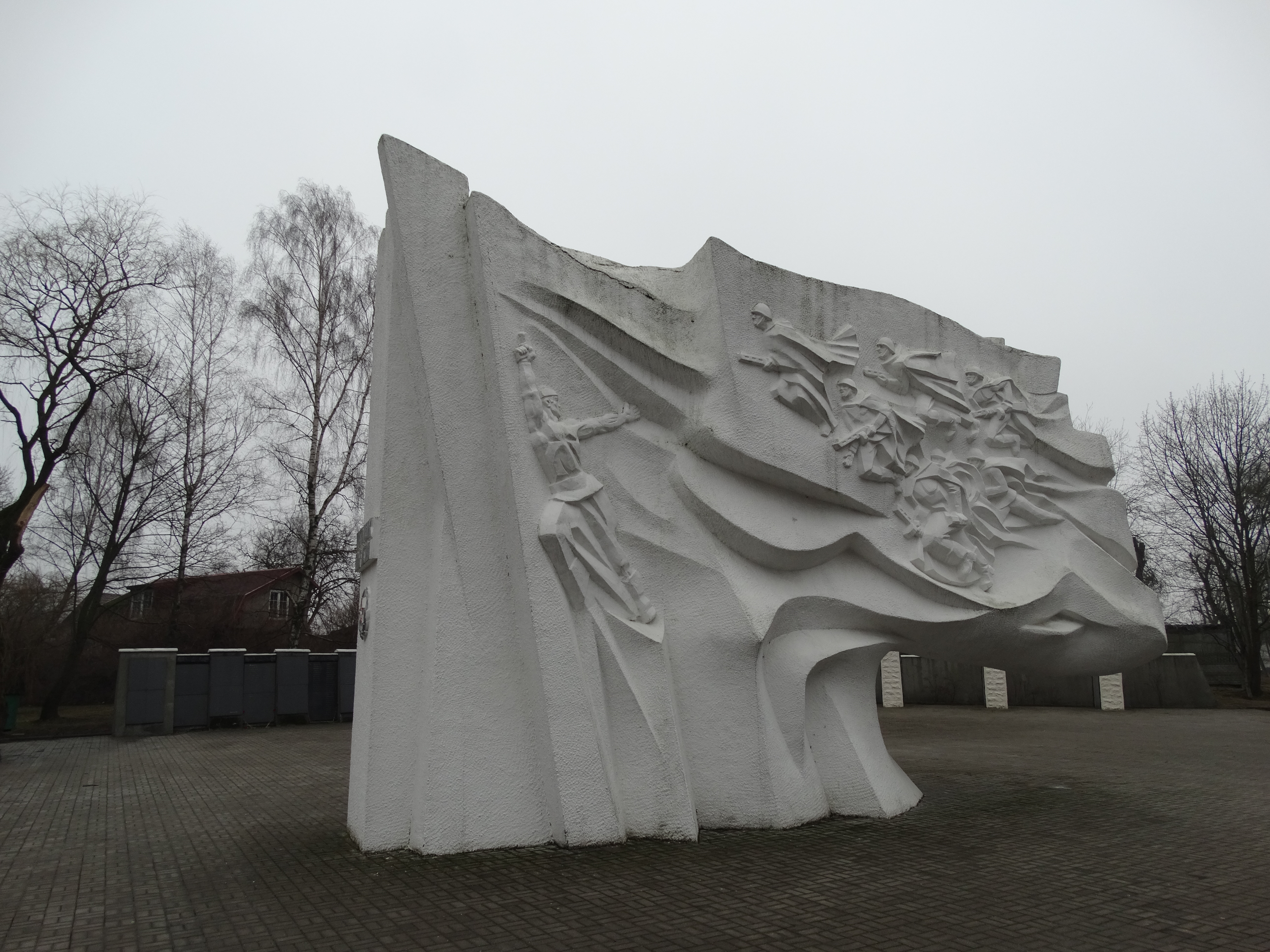
Memorial soviético en Gurievsk
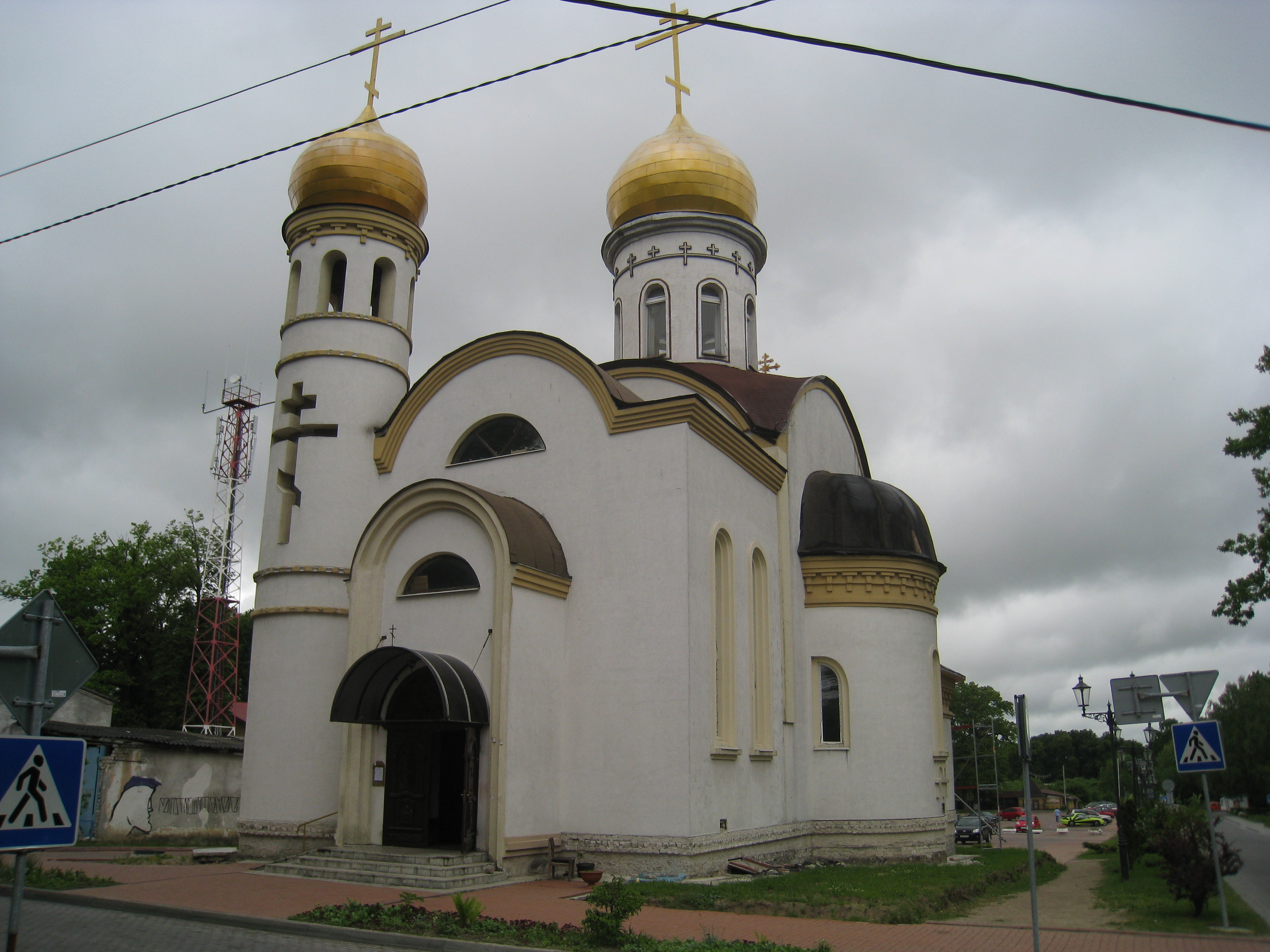
Iglesia ortodoxa de Gurievsk

## Ciudades hermanadas
Gurievsk está hermanada con las siguientes ciudades:
- Delbrück, Renania del Norte-Westfalia, Alemania
- Shchuchin, Bielorrusia
- Olecko, Polonia